# Mauro Agostini
Mauro Agostini (Narni, 28 febbraio 1952) è un politico e dirigente d'azienda italiano.

## Biografia
Laureato in scienze politiche. Manager pubblico dal 1986 al 1994 e dal 2013 ad oggi come direttore generale di Sviluppumbria, Agenzia della Regione Umbria. Revisore legale dei conti, è amministratore dell’Università degli Studi di Perugia.
Dal 1994 al 2013 più volte parlamentare sia alla Camera che al Senato. È stato vice capo gruppo dei DS-l’Ulivo alla Camera dal 2001 al 2006; Sottosegretario al Ministero del Commercio Estero con Emma Bonino dal 2006 al 2008; fondatore e primo Tesoriere nazionale del PD durante la segreteria di Walter Veltroni. Ha ricoperto incarichi nelle commissioni Finanze e Bilancio della Camera e del Senato.
Relatore di importanti provvedimenti legislativi (tra gli altri Legge Draghi e Legge sulle Fondazioni bancarie) e promotore di proposte di legge in materia societaria (riforma del diritto societario, della legge fallimentare; legge sul risparmio).

## L'esperienza politica
Eletto per la prima volta alla Camera dei deputati nel 1994 nel collegio Trasimeno-Alta Valle del Tevere, è stato poi riconfermato per le due successive legislature nel collegio maggioritario di Città di Castello, in rappresentanza della coalizione di centrosinistra.
È eletto per tre legislature alla Camera dei Deputati (1994-2006) e per una al Senato (2008-2013).
Ricopre importanti incarichi parlamentari, politici e di governo.
Alla Camera dei Deputati è Capogruppo e Vicepresidente della Commissione Finanze, nella legislatura 2001-2006 è Vicepresidente del Gruppo Parlamentare DS-L’Ulivo (Presidente L. Violante) con delega alla politica economica e di bilancio.
Nel Governo Prodi (2006-2008) è Sottosegretario al Commercio Internazionale con il Ministro Emma Bonino. Delegato del Ministro Emma Bonino ai rapporti con gli organismi internazionali per la Repubblica Italiana. Si è occupato in particolare dell’attività ministeriale verso le aree geografiche di Asia e Africa. Ha guidato numerose missioni istituzionali e imprenditoriali tra cui in Cina, India, Sudafrica, Algeria, Libia.
È uno dei fondatori del Partito Democratico di cui, il 27 ottobre 2007 viene nominato primo Tesoriere Nazionale, dimettendosi dalla carica di sottosegretario; nel periodo della segreteria di Walter Veltroni.
In questa esperienza, in cui introdurrà importantissime innovazioni nella gestione delle finanze di un partito politico (tra cui la certificazione di bilancio), collabora con Luigi Spaventa, Renzo Costi e Livia Salvini nella loro qualità di sindaci revisori. Conclude l’esperienza parlamentare come Capogruppo della Commissione Bilancio del Senato.
Nell’attività parlamentare è relatore di rilevanti provvedimenti legislativi tra cui: il Testo Unico di Finanza (più nota come Legge Draghi, che contribuì anche alla definizione del livello di obbligatorietà dell'OPA nelle società quotate), legge sulle Fondazioni Bancarie, riforma del diritto societario, riforma della “golden share”, in più occasioni della Legge Finanziaria e del Bilancio dello Stato e della Legge di Stabilità.
Estensore di numerose proposte di legge sulle stesse materie e inoltre della legge sul risparmio, della riforma del diritto fallimentare, della legge rafforzata di attuazione della riforma dell’articolo 81 della Costituzione (equilibrio di bilancio).
È autore di numerosi articoli di stampa e di interventi su riviste specializzate in materia economica e finanziaria e di alcuni saggi di diritto societario e fallimentare.
Nel periodo in cui Walter Veltroni è Segretario dei DS (1999-2001) è responsabile del Dipartimento “Banche e Credito” della Direzione Nazionale.
È tra i primi sostenitori del superamento del mandato a vita del Governatore della Banca d’Italia, ed è proprio nella XIV legislatura, in cui è membro della VI commissione (finanze), che ha contribuito a far approvare dal Parlamento la riforma che abolisce il mandato a vita per il Governatore.
Ricopre nello stesso periodo il ruolo di vicepresidente del gruppo parlamentare DS-L’Ulivo con la delega alle politiche economiche.
Nel 2008 viene eletto senatore per il Partito Democratico. Fa parte della VI Commissione permanente (Finanze e Tesoro). Lascia l'incarico nell'ottobre del 2009 passando alla V Commissione (Bilancio, Tesoro e Programmazione).
Per i numerosissimi interventi in Aula e in Commissione consultare i siti istituzionali della Camera dei Deputati e del Senato della Repubblica.
Più volte membro della Direzione Nazionale dei DS e del PD.

## L'attività professionale
È stato Direttore Generale di Sviluppumbria SpA, Agenzia della Regione Umbria che sostiene la competitività e la crescita economica dell’Umbria secondo gli indirizzi di programmazione regionale. Al suo rientro, dopo l’esperienza politica, ha introdotto la certificazione di bilancio improntando la gestione ai valori della trasparenza, accountability e rendicontabilità.
Alla guida di Sviluppumbria SpA, ha realizzato importanti risultati. Ha guidato il risanamento economico finanziario dell’Agenzia regionale ed il suo riposizionamento strategico, contribuendo alla riduzione dei costi di funzionamento e contestuale significativo incremento del volume delle attività. Ha razionalizzato il sistema delle partecipate dismettendone oltre trenta e mantenendone cinque di carattere strategico. Ha riorganizzato e qualificato la struttura organizzativa finalizzandola al raggiungimento degli obiettivi, attraverso una forte qualificazione delle risorse umane.
Prima del 1994 è stato anche amministratore e membro di varie società operanti nei settori tessile e meccanico.
È revisore legale dei conti regolarmente iscritto (n. 364) nell’elenco depositato presso il Ministero dell’Economia e delle Finanze
Dal 24/05/2013 al 17/12/2014 è’ stato amministratore unico di Umbria Innovazione.
Dal 31/03/2014 al 31/12/2019 è stato amministratore dell’Università degli Studi di Perugia
È stato docente presso il Master di 2º livello in "Etica economia e management" promosso dall'Università degli Studi di Perugia.
È membro dell'Advisory Board del progetto D.I.C.A. Dipartimento di Eccellenza 2018-2022 dell'università degli Studi di Perugia.
Dal 30/05/2013 al 25/08/2020 è stato amministratore della S.A.S.E., società di gestione dell’Aeroporto internazionale dell’Umbria San Francesco di Assisi, dove si è speso per il risanamento della società.

## Pubblicazioni
Nel giugno del 2009 pubblica, per l'editore Aliberti, il saggio "Il Tesoriere" in cui descrive il percorso, tecnico e politico, che portò alla certificazione di bilancio del Partito Democratico.
Nel 2015 ha pubblicato un romanzo intitolato “Tenero il ricordo” e nel 2017 un saggio sul pensiero politico di Aldo Moro.
Nel 2019 ha pubblicato con Rubbettino editore il saggio "Sette note a sinistra. Come il PD può andare incontro al futuro".